# لاعبو الورق (لوحة)

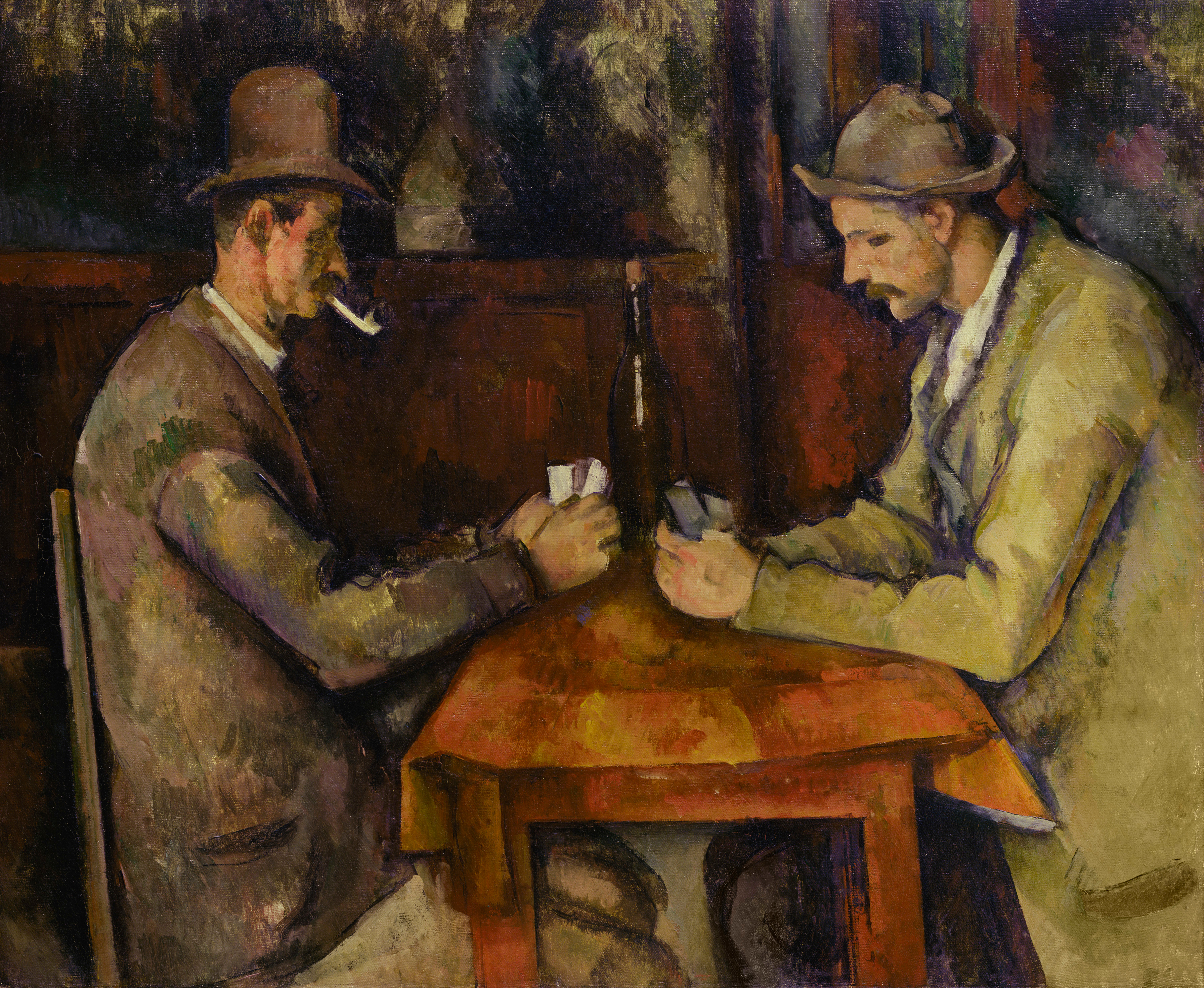
أحد لوحات "لاعبي الورق" (1894–1895) باريس، التي بيعت للعائلة المالكة في قطر عام 2011.

لاعبو الورق (بالفرنسية:  Les Joueurs de cartes )‏ هي مجموعة من اللوحات الزيتية من فترة مابعد الإنطباعية، رسمها الفنان الفرنسي بول سيزان. انتهت في بداية العقد التاسع من القرن التاسع عشر. تختلف اللوحات بالحجم وبعدد اللاعبين المرسومين. في عام 2011، بيعت أحد اللوحات للعائلة المالكة في قطر بمبلغ قُدّر بحوالي 250 مليون دولار، مما جعلها ثالث أغلى لوحة في التاريخ.

وتعد اللوحة في نظر المراقبين أحد أهم اللوحات الفنية للمدرسة الانطباعية واحد أهم اللوحات في تاريخ الفن الحديث.

## نظرة عامة
يعتبر النقاد أن هذه السلسلة هي حجر الزاوية في فن سيزان خلال الفترة التي استمرت منذ أوائل التسعينيات إلى منتصفها، بالإضافة إلى كونها «تمهيدًا» لسنوات عمله الأخيرة، التي رسم فيها بعضًا من أعماله الأكثر شهرة.
تصور كل لوحة من هذه السلسلة فلاحي بروفنسل منغمسين بتدخين الغليون ولعب الورق. تدور مواضيع اللوحات حول شخصيات جميعها من الذكور المنكبّين على لعب الورق، تتسمر أعينهم إلى أسفل حيث أوراق اللعب في أيديهم.
تبنى سيزان موضوع لوحات النوع الفرنسية والهولندية التي تعود للقرن السابع عشر وتصور في الغالب لعبة الورق بين المقامرين المخمورين في الحانات، واستبدل بهم عوضًا عن ذلك حرفيين ذوي تعابير وجه جامدة في مكان ووضع أكثر بساطة. بينما صورت اللوحات السابقة التي تحمل نفس النمط لحظات من الدراما الشديدة، لوحظ افتقار لوحات سيزان إلى الدراما والسرد والتوصيف التقليدي. يُلاحظ غياب المشروبات الكحولية والمال من اللوحات باستثناء زجاجة النبيذ المغلقة الموجودة في اللوحة التي تحوي اثنين من لاعبي الورق، وهذا ما يُعد أحد أبرز مظاهر القرن السابع عشر. تظهر اللوحة التي رسمها أحد الأخوة لو نان معلقة في متحف آكس أون بروفانس بالقرب من منزل الفنان، وقد استُشهد بها على نطاق واسع باعتبارها مصدر إلهام لأعمال سيزان.
جسدت الشخصيات في اللوحات مزارعين محليين، بعضهم كان يعمل في مزرعة عائلة سيزان، ذا جاس دي بوفان. يُصوَّر كل مشهد باعتباره من المشاهد الهادئة التي تحتوي على تركيز عالٍ، إذ ينظر الرجال إلى أوراقهم بدلًا من النظر لبعضهم، إذ ربما يكون لعب الورق وسيلة تواصلهم الوحيدة خارج العمل. وصف أحد النقاد هذه المشاهد بأنها «طبيعة بشرية صامتة»، في حين تكهن أحدهم الآخر بأن تركيز الرجال الشديد على لعبتهم في اللوحة يعكس اندماج الرسام في فنه.

## اللوحات
رسم سيزان ما مجموعه خمس لوحات للاعبي الورق، تشابهت الثلاث الأخيرة منها من ناحية التكوين واحتوت على اثنين من اللاعبين، ما تسبب في تجميعها أحيانًا في إصدار واحد. لم يكن تاريخ اللوحات مؤكدًا بشكل دقيق، وساد الاعتقاد لفترة طويلة أن سيزان بدأ المجموعة بلوحات كبيرة الحجم، ثم تقلصت في الإصدارات اللاحقة، على الرغم من أن الأبحاث التي أُجريت في السنوات الأخيرة قد أثارت الشكوك حول صحة هذا الافتراض.
رُسمت أكبر نسخة من المجموعة بين عامي 1890 و1892، وكانت الأكثر تعقيدًا إذ احتوت على 5 شخصيات على قماش أبعاده 134.6 × 180.3 سم. يضم المشهد ثلاثة من لاعبي الورق في المقدمة، يجلسون بشكل نصف دائرة على طاولة، ويوجد اثنان من المتفرجين خلفهم. يجلس صبي في الجانب الأيمن من اللوحة خلف الرجل الثاني وعلى يمين الرجل الثالث. تتسمر عينا الصبي إلى الأسفل بينما يشاهد اللعبة بثبات. هناك رجل يقف على الجانب الأيسر من اللوحة بين اللاعب الأول والثاني مستندًا إلى الحائط ويدخن غليونًا بينما ينتظر دوره على الطاولة. ساد الاعتقاد أن سيزان أضاف هذا الرجل لتوفير عمق للوحة ولجذب العين إلى الجزء العلوي منها. يعرض سيزان من خلال اللوحة قصة مكبوتة لفلاحين يرتدون ملابس فضفاضة في وضعيات طبيعية، يركزون بالكامل على لعبتهم، كما هو الحال في جميع الإصدارات الأخرى. يصف الكاتب نيكولاس وادلي «التوترَ في الأضداد»، إذ تخلق عناصر مثل تغيرات اللون، والضوء والظل، وشكل القبعة، وتجعد القماش، قصةً من المواجهة خلال التضاد. وصف آخرون «العزلة» التي عُرضت في السلسة بأنها أكثر وضوحًا في هذا الإصدار. تعود ملكية اللوحة إلى متحف بارنز في فيلادلفيا، بنسلفانيا وتُعرض فيه.
هناك نسخة مختصرة من هذه اللوحة مع وجود أربع شخصيات يسود الاعتقاد أنها الإصدار الثاني من لاعبو الورق، وهي موجودة في متحف المتروبوليتان للفنون في نيويورك. يبلغ حجم اللوحة 65.4 × 81.9 سم، وحجمها أقل من نصف حجم لوحة بارنز. يبقى التكوين في هذه اللوحة شبيهًا باللوحة السابقة مع غياب الصبي، ويكون منظور المشاهدين أقرب قليلًا إلى اللعبة، لكن مع وجود مساحة أقل بين الأشكال. كان لاعب المركز والصبي في اللوحة السابقة بلا قبعة، في حين يرتدي الرجال الثلاثة في هذا الإصدار قبعات. يختفي أيضًا من هذا الإصدار الرف والمزهرية والجزء السفلي من إطار اللوحة المعلقة على الحائط. تتميز اللوحة بكونها أكثر إشراقًا من سابقتها، وبوجود تركيز أقل على درجات اللون الأزرق إذا ما قورنت بالإصدار الأكبر حجمًا. أظهرت دراسات الأشعة السينية والدراسات المجهرية لهذا الإصدار من مجموعة لاعبو الورق، طبقات من رسومات سفلية «افتراضية» من الغرافيت، بالإضافة إلى طبقات سميكة من الطلاء النفطي، ربما يوحي ذلك بأن هذه النسخة هي الأولى بين النسختين الأكبر ضمن لوحات سيزان في المجموعة. جعلت الرسومات التحضيرية السفلية المحللين يعتقدون أن سيزان كان قد وجد صعوبة في نقل الرجال الذين رسمهم سابقًا بشكل فردي في دراساته، ليجمعهم على قماش واحد.
جرى التكهن بأن سيزان حل هذا «اللغز المكاني» في الإصدارات الثلاثة الأخيرة من مجموعة لاعبو الورق عن طريق استبعاد المتفرجين و«التفاصيل الأخرى غير الضرورية»، وعرض «الضروريات المطلقة» وهي لاعبا الورق الغارقان في لعبتهما. وُصف المشهد بأنه متوازن ولكنه غير متناظر، وبأنه متناظر بشكل طبيعي مع كون اللاعبين «شريكين لبعضهما في معارضة متفق عليها». يظهر الرجل على يسار اللوحة وهو يدخن غليونًا، مرتديًا قبعة عالية ذات حواف منخفضة، ويجلس بثيابه الرسمية الأكثر قتامة في وضع مستقيم، بينما يجلس الرجل على يمين اللوحة منحنيًا على الطاولة، ويرتدي قبعة أقصر ذات حواف موجهة لأعلى، وثيابًا فضفاضة أخف وزنًا دون أن يدخن الغليون. تتناقض أوراق اللعب أيضًا بين درجات الضوء والظلام. يوجد في كل لوحة تحتوي على لاعبَي ورق من المجموعة زجاجةُ خمر وحيدة في الجزء الأوسط من الطاولة، يُقال إنها تمثل خطًا فاصلًا بين المشاركين وتشكل أيضًا مركز «التوازن المتناظر» للوحة. لعل أشهر هذه اللوحات الثلاث وأكثرها تكرارًا النسخة الموجودة في باريس في متحف أورسيه، بالإضافة إلى كونها الأصغر حجمًا 57 × 47.5 سم. وصف مؤرخ الفن ماير شابيرو لوحة متحف أورسيه بأنها «الأكثر أهمية والأكثر دقة» من بين جميع الإصدارات، إذ تبدو الأشكال فيها أكثر بساطة، لكنها أكثر تنوعًا من ناحية العلاقات التي تدور بينها. تُعتبر أيضًا النسخة الأكثر كثافة بالطلاء وهي اللوحة الأخيرة من مجموعة لاعبو الورق.
هناك تحول في محور المشهد ضمن اللوحة، إذ يبدو اللاعب اليساري أكثر اكتمالًا في الصورة مع كرسيه، مع إيحاء بأن مظهر التكوين أقرب إلينا. يُقطع شريكه من المشهد من ظهره، وتُعرض الطاولة مائلة بزاوية معينة عن مستوي السطح. وصف النقاد «خداعًا من ضبط النفس» في استخدام سيزان للون، إذ يعتمد مساحة متدرجة من اللون «الأساسي» الذي يستخدمه للأشكال الجامدة التي يلبي مظهرها البنيوي من خلال استخدام اللون الليلكي والأخضر «لإضفاء الحيوية» على القماش، بالإضافة إلى اللون الساطع والعميق المستخدم في النصف السفلي من فرش المائدة. سُرقت هذه اللوحة مع ثماني لوحات أخرى لسيزان، في جزء من عملية سرقة كبيرة لمعرض متنقل في أيكس في أغسطس من عام 1961. أصدرت الحكومة الفرنسية أغلى الأعمال المسروقة من مجموعة لاعبو الورق كطوابع بريدية تقديرًا للخسارة. استُردت جميع اللوحات بعد أن دُفعت فدية بعد عدة الأشهر على حدوث السرقة.
توجد اللوحات الأخرى التي تتكون من اثنين من لاعبي الورق في معهد كورتول للفنون في لندن ضمن مجموعة خاصة. ذكرت فانيتي فير في فبراير من عام 2012 أن العائلة المالكة في قطر اشترت في عام 2011 نسخة من اللوحة بسعر قياسي قُدر بأنه يتراوح بين 250 مليون دولار و320 مليون دولار من المجموعة الخاصة لمالك السفن اليوناني جورج إمبيريكوس.

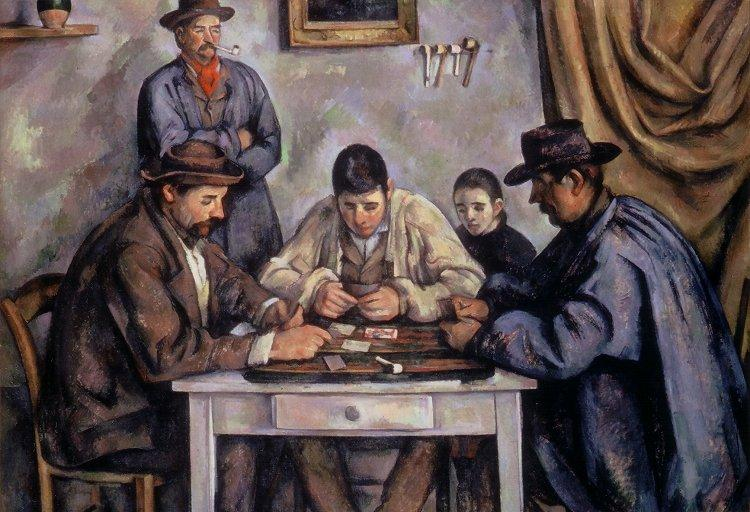
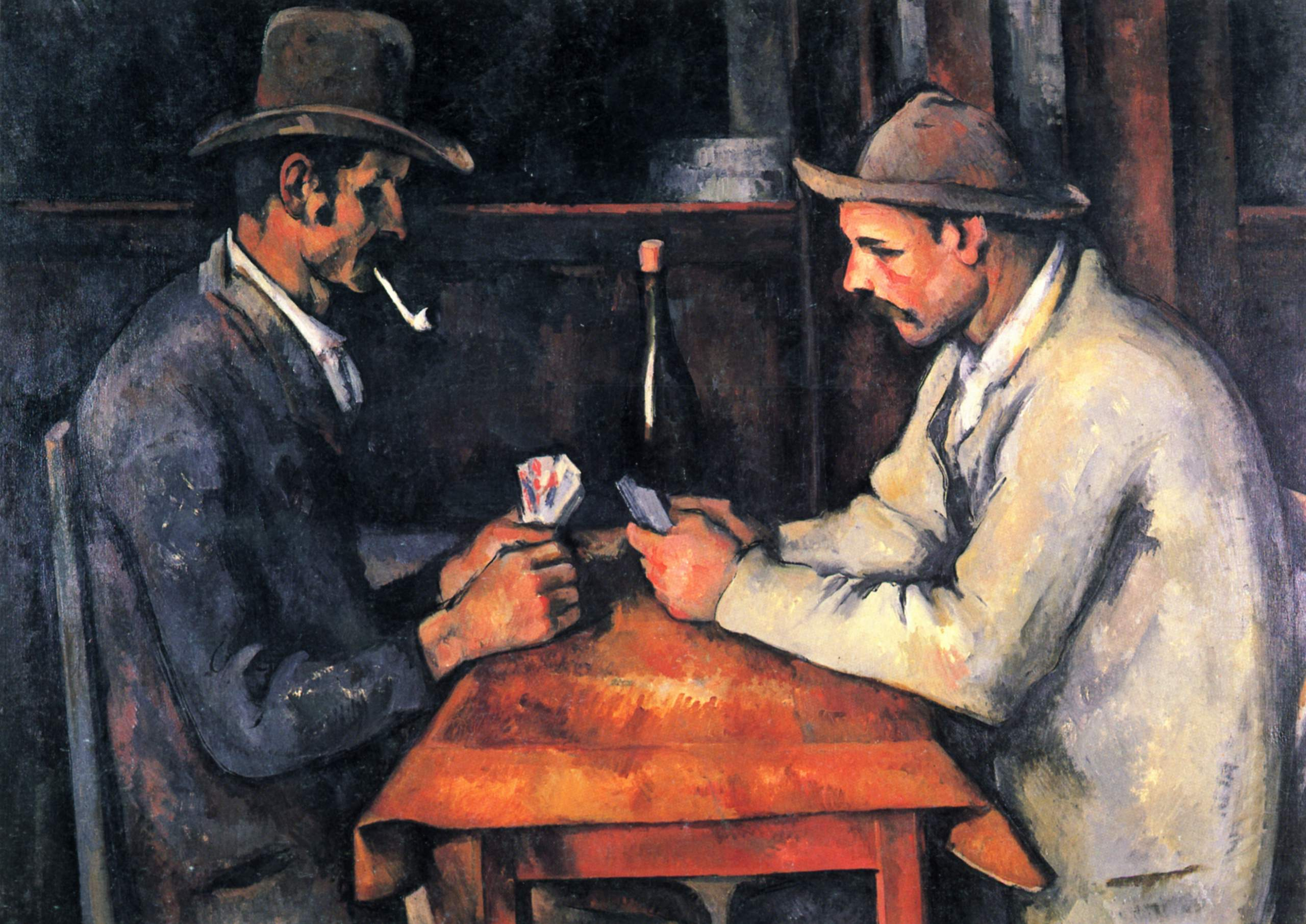
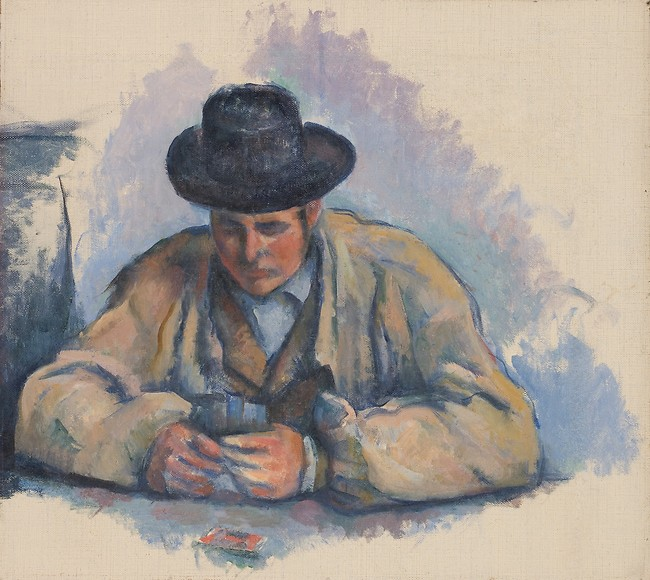